# Guichard d’Angle

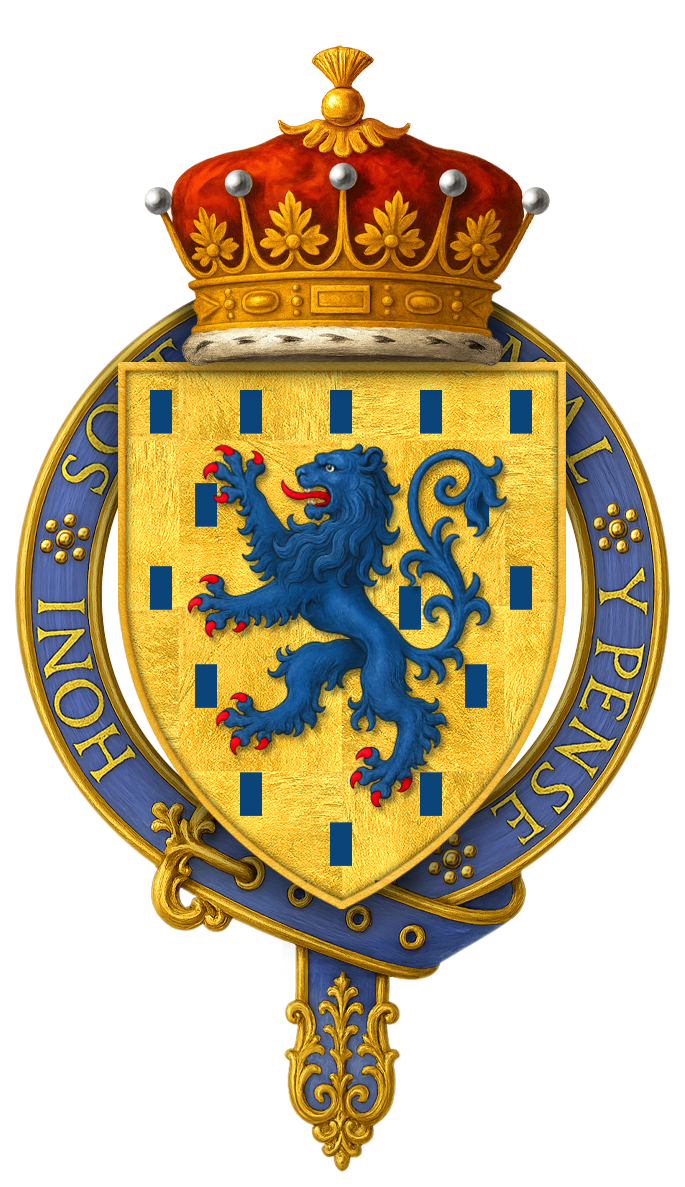
Wappen des Guichard d’Angle, Earl of Huntingdon, als Ritter des Hosenbandordens

Guichard d’Angle, Earl of Huntingdon, KG (* zwischen 1308 und 1315 im Poitou; † März/April 1380 in Maidenhead, Berkshire) war ein französischer Ritter und Militär, der später als Gefolgsmann des englischen „schwarzen Prinzen“ Edward of Woodstock diente.

## Leben und Wirken
Er war der Sohn und Erbe des Guichard (III.) d’Angle, Herr von Angles-sur-l’Anglin und Pleumartin an der Nordgrenze des Poitou, aus dessen Ehe mit Marguerite Maubert.
Er war in erster Ehe ab 1333 mit einer namentlich unbekannten Dame verheiratet und heiratete nach deren Tod spätestens 1360 in zweiter Ehe Jeanne Payen de Monpipeau.
Er war bereits 1346 französischer Ritter, als er erstmals in einer Liste der in Poitiers dienenden Männer auftaucht. Im Oktober 1346 befehligte er die Verteidigung von Niort, als die Stadt von englischem Plünderungskommando unter Henry of Grosmont, 4. Earl of Lancaster, angegriffen wurde. 1349 diente er als stellvertretender Kommandant der Saintonge. 1350 ernannte ihn König Philipp VI. zum Seneschall der Saintonge, ein Amt, das er die nächsten elf Jahre behielt. Im April 1351 geriet er bei der Niederlage in der Schlacht bei Saintes in englische Gefangenschaft und wurde 1353 gegen Lösegeld freigelassen. Im August 1356 eroberte er die große Festung Rochefort. Bei der Schlacht von Poitiers im September 1356 gehörte er zu der Gruppe, die vor der Schlacht die Linien des englischen Heeres unter dem Schwarzen Prinzen erkundete, als sich die Schlacht zu Ungunsten der Franzosen entwickelte, führte er den Königssohn Jean vom Schlachtfeld und stürzte sich sodann in die letzte Phase des Kampfes, wurde verwundet, gefangen genommen und musste ein zweites Mal ein Lösegeld aufbringen.
Während des Feldzugs Eduards III. um Paris im Winter 1359/60 befand er sich mit dem Dauphin in der Hauptstadt und war einer der Vertreter des Dauphins bei den Vorgesprächen in Longjumeau am 3. April 1360. Er war nicht direkt an der Aushandlung des Friedensvertrags von Brétigny beteiligt, der im Mai 1360 geschlossen wurde, aber er war einer der französischen Kommissare, die im Dezember 1360 die formelle Übergabe von La Rochelle und im September und Oktober 1361, die Provinzen Poitou, Saintonge und Angoumois, in denen sich alle seine eigenen Ländereien befanden, an die englische Herrschaft zu übergeben. Für den Rest seines Lebens war Guichard d’Angle nun ein Untertan des Königs von England.
Wie viele französische Hauptleute erlitt Guichard im Krieg persönlich hohe Verluste. Zwei Lösegelder und unbezahlter Kriegssold seines Gefolges hatten ihn gezwungen, in erheblichem Umfang Land zu verkaufen. Der Dauphin hatte ihm nach seiner Eroberung im Jahr 1356 die Kastellanei von Rochefort gewährt, doch war dieser Bezirk noch 1363 aufgrund der Kriegsschäden in einem verwüsteten Zustand und konnte kaum zur Wiederherstellung seines Vermögens dienen. Hierzu widmete sich Guichard dem Dienst für seine neuen Herren. Er unterhielt enge persönliche Beziehungen zum Schwarzen Prinzen, während dieser als Regent des Herzogtums Aquitanien zwischen 1364 und 1371 im Land weilte sowie zu dessen Nachfolger John of Gaunt, 1. Duke of Lancaster. Er erhielt den Titel eines Marschalls von Aquitanien. Er begleitete den Prinzen bei seiner Invasion in Kastilien und kämpfte mit Auszeichnung in der Schlacht von Nájera im April 1367. Für seine Treue wurde er reichlich belohnt. Er wurde in seinen Besitztümern bestätigt und erhielt beträchtliche Zuwendungen an Einkünften und Land, einschließlich der wichtigen Kastellanei Château-Larcher.
Als der Krieg mit Frankreich 1369 wieder begann, engagierte sich Guichard auf englischer Seite bei der Verteidigungseiner Heimat Poitou. Im September 1369 beteiligte er sich am Plünderungszug des John Hastings, 2. Earl of Pembroke, ins Loiretal und wurde kurz darauf zum Gouverneur des Poitou ernannt. Im November 1371 begleitete er John of Gaunt zurück nach England. Dort beeindruckte er König Eduard III., der ihn im April 1372 zum Knight Companion des Hosenbandordens ernannte. Er kehrte mit der unglücklichen Seeexpedition des Earl of Pembroke auf den Kontinent zurück, dessen Flotte in der Seeschlacht von La Rochelle am 23. Juni 1372 von der kastilischen Marine zerstört wurde. Lord Pembroke und Guichard d’Angle wurden beide gefangen genommen und als Gefangene nach Kastilien gebracht. In den nächsten sechs Monaten wurde der größte Teil von Poitou von den Franzosen erobert und der gesamte dortige Besitz Guichards wurde beschlagnahmt. Die Franzosen ließen aber seine Gattin in der Burg von Château-Larcher unbehelligt und gaben einen Großteil seines Besitzes an seinen beiden Schwiegersöhne zurück, die sich König Karl V. unterworfen hatten.
Guichard unternahm hingegen keinen Versuch, sich zu unterwerfen. Er blieb er bis Ende 1374 in Gefangenschaft, als ihn der König von Kastilien im Tausch gegen dessen kastilischen Besitz an den bretonischen Ritter Olivier de Mauny († 1405) übergab. Eduard III. tauschte ihn später gegen eine der französischen Geiseln zur Erfüllung des Vertrags von Brétigny aus. Guichard kam Anfang 1375 ruiniert in England an. Guichards alter Gönner John of Gaunt, nun die dominierende Persönlichkeit Englands, behandelte ihn gut. Ihm wurde ein Tagegeld von 2 Mark und weitere Einkünfte gewährt. Er wurde zu einem der Erzieher des jungen Kronprinzen Richard, Prince of Wales, ernannt. Im Januar 1377 wurde er mit einer kleineren diplomatischen Mission in Frankreich eingesetzt. Bei Richards Krönung als König Richard II. am 16. Juli 1377 wurde Guichard auf Lebenszeit zum Earl of Huntingdon erhoben und erhielt eine Rente von 1000 Mark (später auf 1000 Pfund erhöht), um seine Würde zu wahren. Sein letzter Dienst bestand darin, zwischen Januar und Mai 1378 an zwei ergebnislosen englischen Botschaften beim König von Frankreich und beim Grafen von Flandern teilzunehmen.
Guichard d’Angle starb wahrscheinlich zwischen dem 25. März und dem 4. April 1380 in Maidenhead. Er wurde kurz darauf in der Kirche der Augustiner-Brüder (Austin Friars) in der City of London beigesetzt. Sein Testament, das kurz vor seinem Tod erstellt wurde, hinterließ eine Reihe von Vermächtnissen an seine ehemaligen Gefolgsleute und ordnete an, dass sein Herz in seiner Heimat, in der Kirche in Angle, begraben werden solle.